# Евклід (цар Спарти)
Евклід (дав.-гр. Εὐκλείδας) — цар Спарти близько 227—222 роках до н. е.

## Життєпис
Походив з династії Агіадів. Молодший син царя Леоніда II і Кратесіклеї. Про молоді роки відомостей обмаль. У 227 році до н. е. після смерті Архідама V з роду Евріпонтидів, Клеомен III домігся призначення Евкліда своїм співцарем, аргументуючи тим, що представників династії Евріпонтидів не залишилося.
Брав участь у військових кампаніях проти Ахейського союзу (відома як Клеоменова війна). 222 року до н. е. спільно з Клеоменом III очолював військо у битві при Селассії проти македоно-ахейського війська. Згідно з Полібієм, Евклід вибрав вдалий момент для контратаки, внаслідок чого македоняни зламали фалангу спартанців, а сам Евклід загинув у бою разом з багатьма своїми воїнами. Плутарх трохи інакше виклав хід подій: внаслідок зради Евклід опинився в кільці переважаючих сил супротивника, де відчайдушно бився й загинув. Його брат втік до Єгипту. Внаслідок цього до 219 року до н. е. жодного не обирали. Спартою керували герусія і апелла (народні збори).